# Вајат у Шиду
Вајат у Шиду се налазио у улици Змај Јовиној 27, подигнут у другој половини 19. века. Као представник народног неимарства се налази на списку заштићених непокретних културних добара као споменик културе од великог значаја.
Вајат је као грађевина подизана као допунски стамбени простор већих кућних задруга за ожењене чланове домаћинства као засебне, једнопросторне зградице. Једна од битних одлика вајата јесте да се у њему никада не ложи ватра. 

## Описа вајата
Вајат у Шиду био је смештен иза куће и амбара, грађен је са тремом са декоративно обрађеном оградом и стубовима, у бондручној конструкцији испуњеној чатмом, крова покривеног бибер црепом. 
Састоји се од две засебне просторије, што је ређа и новија појава из завршне фазе њиховог развоја, када се у ређим примерима јављају као удвојене, чак и утројене засебне просторије под истим кровом. 
Вајат је дотрајао и срушен.